# Emile Smith Rowe
Emile Smith Rowe (Croydon, 28 juli 2000) is een Engels voetballer die doorgaans als aanvallende middenvelder speelt. Hij verruilde Arsenal, waar hij in 2018 zijn debuut in het profvoetbal maakte, in de zomer van 2024 voor Fulham. Smith Rowe maakte in 2021 zijn debuut als international van het Engels voetbalelftal. 

## Clubcarrière

### Arsenal
Smith Rowe kwam op tienjarige leeftijd in de jeugdopleiding van Arsenal terecht. Op zestienjarige leeftijd debuteerde hij voor het tweede elftal. Op 31 juli 2018 zette hij zijn handtekening onder een meerjarige verbintenis. Op 20 augustus 2018 debuteerde Smith Rowe in de Europa League tegen het Oekraïense Vorskla Poltava. Hij viel na 70 minuten in voor Alex Iwobi. Op 4 oktober maakte hij in de tweede groepswedstrijd tegen FK Qarabağ zijn eerste doelpunt voor Arsenal. Ook in de EFL Cup kwam hij tot scoren. In een halfjaar scoorde hij drie keer in zes wedstrijden. Hij werd vervolgens in de winterstop voor de rest van het seizoen verhuurd aan Bundesliga-club RB Leipzig, maar daar kwam hij slechts tot drie wedstrijden. In de eerste seizoenshelft van 2019/20 kwam hij opnieuw slechts tot een handjevol wedstrijden voor Arsenal, waarna hij in de winterstop opnieuw verhuurd werd, ditmaal aan Championship-club Huddersfield Town. Daar scoorde hij twee goals in negentien competitiewedstrijden.
In het seizoen 2020/21 kwam zijn definitieve doorbraak bij Arsenal, hoewel hij de eerste seizoenshelft grotendeels miste door een schouderblessure. Op 26 november maakte hij in de Europa League tegen Molde FK zijn eerste minuten van het seizoen en was hij direct goed voor een assist op de 0-3 van Folarin Balogun. Een week later scoorde hij in dezelfde competitie tegen Rapid Wien zijn eerste doelpunt van het seizoen. Op 26 december 2020 maakte hij in de stadsderby tegen Chelsea zijn eerste minuten in de competitie en was hij als basisspeler goed voor een assist op de 3-0 van Bukayo Saka. Vervolgens was hij de rest van het seizoen grotendeels basisspeler. Hij kwam tot vier goals en zeven assists dat seizoen.
Het seizoen 2021/22 was tot dan toe het beste seizoen uit zijn carrière. Saka en hij waren de grootste talenten bij Arsenal en met hun in de basis rukte Arsenal weer op richting een plek bij de topvier van de Premier League. Hij scoorde tien doelpunten in die competitie, waaronder goals in de stadsderby's tegen Chelsea en Tottenham Hotspur. 
Door een liesblessure miste Smith Rowe het grootste deel van de eerste seizoenshelft van 2022/23. Weer fit prefereerde trainer Mikel Arteta echter een middenveld met Martin Ødegaard, Granit Xhaka en Thomas Partey, waardoor Smith Rowe als invaller slechts tot veertien wedstrijden kwam. Voorafgaand aan het seizoen 2023/24 werd het perspectief niet beter door de komst van middenvelders Declan Rice en Kai Havertz. Hij kwam opnieuw tot slechts negentien wedstrijden en leverde slechts één assist.

### Fulham
In de zomer van 2024 liet Smith Rowe Arsenal definitief achter zich. Hij tekende een contract voor vijf seizoenen bij stadsgenoot Fulham, dat 31,8 miljoen euro betaalde voor de diensten van de Engelsman. Op 16 augustus maakte hij tegen Manchester United zijn debuut voor de club. Een week later scoorde hij in een 2-1 overwinning op Leicester City zijn eerste doelpunt voor Fulham. 

## Clubstatistieken
| Seizoen | Club                | Competitie     | Competitie | Competitie | Beker | Beker | Internationaal | Internationaal | Totaal | Totaal |
| Seizoen | Club                | Competitie     | Wed.       | Dlp.       | Wed.  | Dlp.  | Wed.           | Dlp.           | Wed.   | Dlp.   |
| ------- | ------------------- | -------------- | ---------- | ---------- | ----- | ----- | -------------- | -------------- | ------ | ------ |
| 2018/19 | Arsenal             | Premier League | 0          | 0          | 2     | 1     | 4              | 2              | 6      | 3      |
| 2018/19 | → RB Leipzig        | Bundesliga     | 3          | 0          | 0     | 0     | —              | —              | 3      | 0      |
| 2019/20 | Arsenal             | Premier League | 2          | 0          | 1     | 0     | 3              | 0              | 6      | 0      |
| 2019/20 | → Huddersfield Town | Championship   | 19         | 2          | 0     | 0     | —              | —              | 19     | 2      |
| 2020/21 | Arsenal             | Premier League | 20         | 2          | 2     | 1     | 11             | 1              | 33     | 4      |
| 2021/22 | Arsenal             | Premier League | 33         | 10         | 4     | 1     | —              | —              | 37     | 11     |
| 2022/23 | Arsenal             | Premier League | 12         | 0          | 1     | 0     | 1              | 0              | 14     | 0      |
| 2023/24 | Arsenal             | Premier League | 13         | 0          | 3     | 0     | 3              | 0              | 19     | 0      |
| 2024/25 | Fulham              | Premier League | 22         | 4          | 3     | 0     | —              | —              | 25     | 4      |
| TOTAAL  | TOTAAL              | TOTAAL         | 124        | 18         | 16    | 3     | 22             | 3              | 162    | 24     |

Bijgewerkt t/m 6 februari 2025.

## Interlandcarrière
Smith Rowe kwam uit voor diverse Engelse nationale jeugdteams. Op 12 november 2021 maakte hij in de WK kwalificatie-wedstrijd tegen Albanië zijn debuut voor Engeland. Hij kwam een kwartier voor het einde als invaller voor Raheem Sterling. Drie dagen later stond hij in de basis tegen San Marino, dat met 10-0 verloor mede door de eerste goal en assist van Smith Rowe in het shirt van Engeland. 